# Bowie scarymonsters
Espèce
Bowie scarymonsters est une espèce d'araignées aranéomorphes de la famille des Ctenidae.

## Distribution
Cette espèce est endémique de Sumatra en Indonésie. Elle se rencontre vers le lac Toba.

## Description
La carapace du mâle holotype mesure 6,0 mm de long sur 4,5 mm et l'abdomen 4,4 mm de long sur 3,1 mm et la carapace de la femelle paratype mesure 6,3 mm de long sur 4,9 mm et l'abdomen 7,1 mm de long sur 4,6 mm.

## Systématique et taxinomie
Cette espèce a été décrite par Jäger en 2022. L'holotype est conservé au muséum Senckenberg de Francfort-sur-le-Main.

## Étymologie
Son nom d'espèce lui a été donné en référence à Scary Monsters, la chanson de David Bowie.

## Publication originale
- Jäger, 2022 : « Bowie gen. nov., a diverse lineage of ground-dwelling spiders occurring from the Himalayas to Papua New Guinea and northern Australia (Araneae: Ctenidae: Cteninae). » Zootaxa, no 5170(1), p. 1-200.